# Tantal (mitologie)
Tantal (în greacă veche Τάνταλος, pronunțat Tántalos) este un personaj din mitologia greacă, fiu al lui Zeus și al unei pământence, care avea trei copii, Pelops, Niobe și Broteas. Tantal a fost pedepsit de Zeus să ispășească o eternitate în Tartar, înconjurat de apă și mâncare fără însă a putea gusta vreuna dintre acestea.